# Heinrich Radbruch

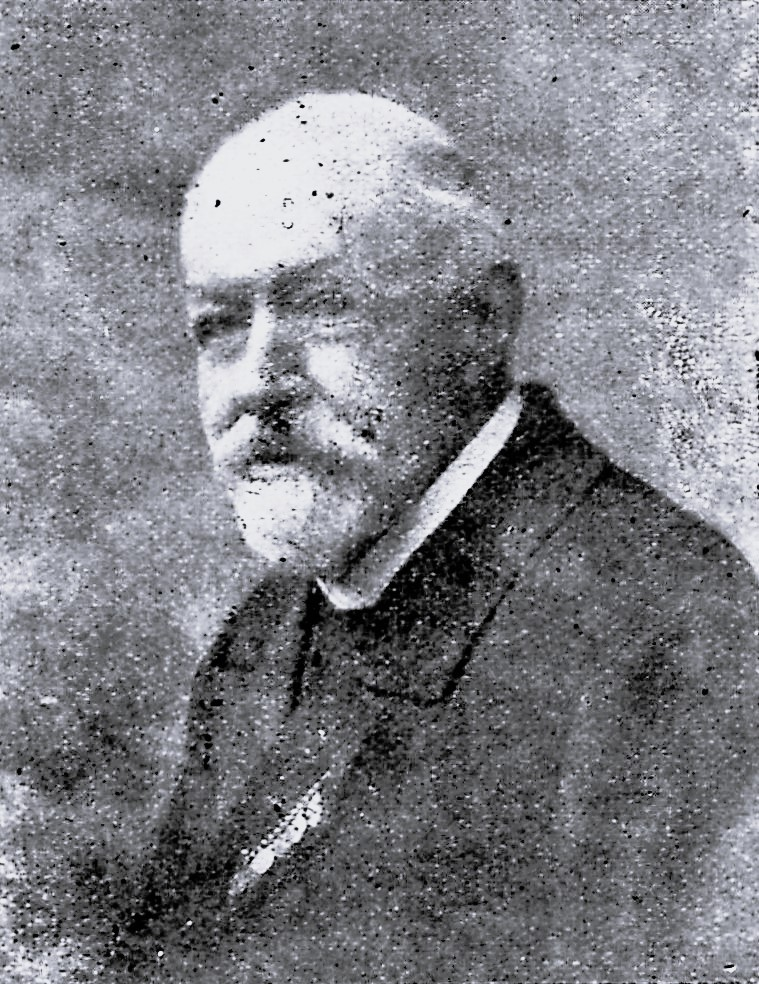
H. G. B. Radbruch

Heinrich Georg Bernhard Radbruch (* 8. August 1841 in Kiel; † 26. März 1922 in Lübeck) war ein deutscher Großkaufmann und Mitglied der Lübecker Bürgerschaft.

## Leben

### Ausbildung
Nach der Obertertia an der Kieler Gelehrtenschule begann Heinrich Ostern 1857 seine vierjährige kaufmännische Lehre bei der Firma Aug. Busch und Classen, Kolonialwaren en Gros et en Detail in Lübeck. Das Geschäftshaus mit dem Speicher für das Detailgeschäft befand sich in der Breiten Straße an der Ecke zur Fleischhauerstraße und wurde von dem, später von der Firma Ferd. Kayser übernommenen, Speicher in der Fleischhauerstraße 955 (heute 41) aus versorgt.
Nach zwei Jahren trennte sich August Friedrich Busch von Heinrich Christian Carl Classen und dem Detailgeschäft. Er gründete mit der Firma Aug. Busch auf dem großen Grundstück der früheren Steinzeugfirma Grabau in der Königstraße (heute 71) bei der Hüxstraße 870 ein neues en Grosgeschäft. Mit Radbruch siedelten unter anderem die Agentur der Londoner Eagle Lebensversicherungs-Gesellschaft, sein Lehrkollege Gustav Severin und der Reisende Albert Genzke über. Unter Radbruch arbeitete Joch. Heinr. Dan. Krieger. Dieser wurde bald darauf Rathausdiener.
Zu dieser Zeit gab es in Lübeck zwei angesehene Engrosgeschäfte in Kolonialwaren. Es waren die Häuser A. Behn & Sohn und Friedr. Matthiesen. Die sich ihnen anschließende neue Firma sollte bald gleichbedeutend mit ihnen werden.

### Laufbahn
1872 siedelte Radbruch, der nach seiner Ausbildung zurück nach Kiel gegangen war, nach Lübeck über und betrieb dort ab dem 1. April 1872 mit der Firma Heinrich G. Radbruch ein Agentur-, Kommissions- und Versicherungsgeschäft. Viele Jahre war er Vertreter der 1826 gegründeten Lübecker Feuerversicherungsverein der Landbewohner und Inhaber zahlreicher Großvertretungen. 1875 wurde er Mitglied der Kaufmannschaft, gehörte zu den ständigen Besuchern der Lübeckischen Börse und galt bald auf kaufmännischem Gebiet als einer der einsichtsvollsten Sachverständigen.
Bei der Ergänzungswahl zur Bürgerschaft im II. Wahlbezirk (Johannis Quartier und der Vorstadt St. Jürgen) am 27. Juni 1887 wurde Radbruch für den Vaterstädtischen Verein in die Bürgerschaft gewählt, gehörte ihr bis 1899 an und war wiederholt Mitglied des Bürgerausschusses. Als Nachfolger des abtretenden Johannes Boye erwählte ihn der Senat am 5. Oktober 1889 als bürgerlichen Deputierten bei der Verwaltungsbehörde für städtische Gemeindeanstalten. Der Vaterstädtische Verein bestimmte ihn am 15. April 1891 zu einem der Vertrauensmänner des Wahlbezirks für die anstehenden Bürgerschaftswahlen. Unter seiner Leitung fand am 26. Mai 1891 die Quartierversammlung der Mitglieder des Vaterländischen Vereins statt. Auf ihr wurden die Kandidaten für die nächste Bürgerschaftswahl gewählt.
W. Gädeke wurde am 14. Januar 1893 anstelle des abtretenden Radbruchs als bürgerlicher Deputierter bei den Schätzungskommissionen für die Ermittlung des Nutzwertes der Grundstücke und Gebäuden der Stadt und deren Vorstädten gewählt. Beim 10-jährigen Bestehen des Vaterstädtischen Vereins am 8. Februar 1893 wählte man Radbruch abermals zum Vertrauensmann für die bevorstehenden Bürgerschaftswahlen. Kurz danach wurde er zum Vorsitzenden für die Wahlen des Wahlbezirks X. gewählt. Bei der Ergänzungswahl zur Bürgerschaft im II. Wahlbezirk (Johannis Quartier und die Vorstadt St. Jürgen) am 23. Juni 1893 wurde er mit 751 Stimmen wieder in die Bürgerschaft gewählt. Anstelle des abtretenden Georg Carl Hahn wählte der Senat ihn zum Bürgerlichen Deputierten bei der Einquartierungskommission. Als seinen Nachfolger in der Kommission wählte der Senat am 17. Juni 1899 Wilhelm Heinsohn. Der Bürgerausschuss wählte ihn auf seiner Sitzung vom 18. Oktober 1893 zum Vertrauensmann für die Wahl von Schöffen und Geschworenen.

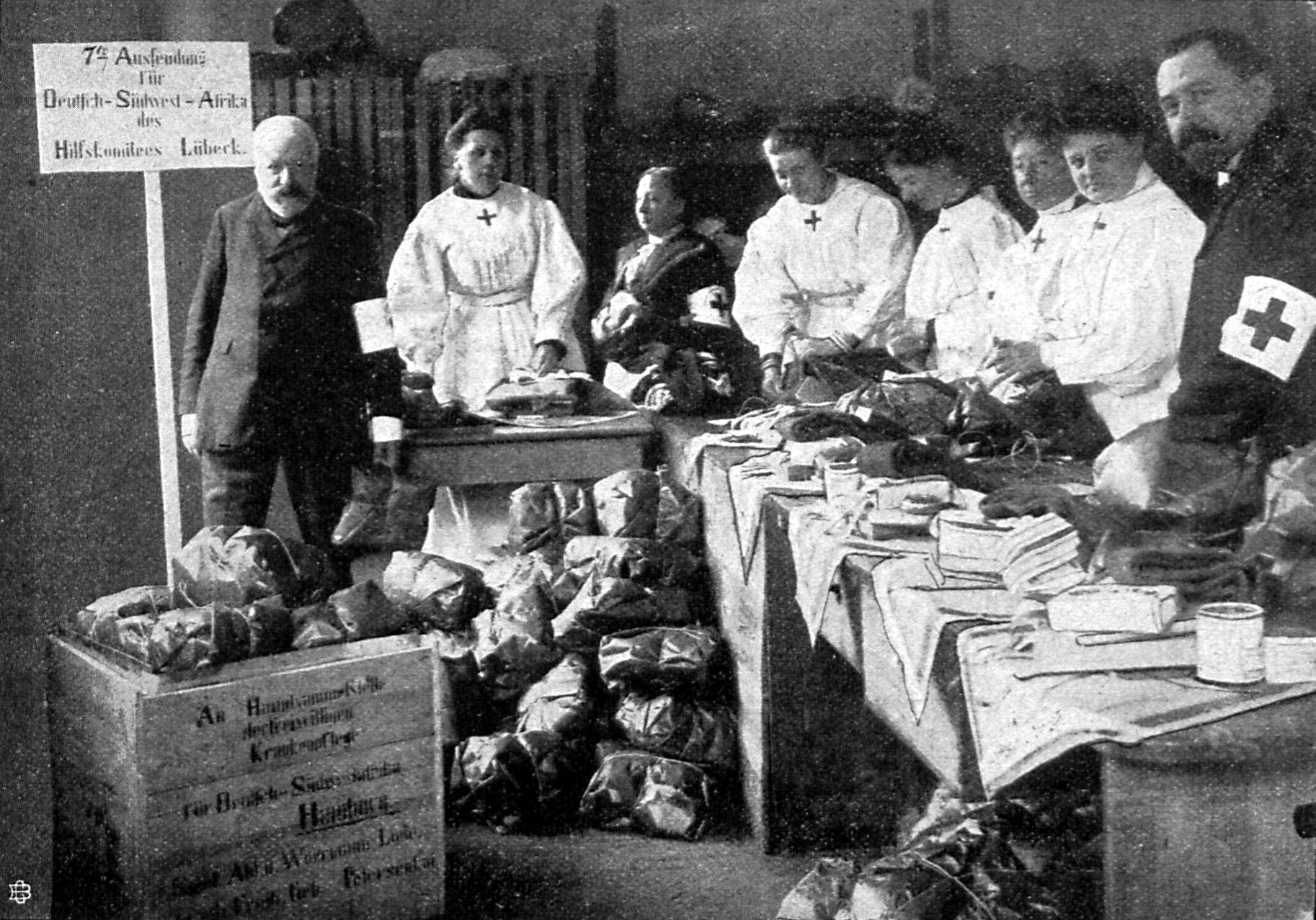
Die Abfertigung einer Sendung Liebesgaben für Deutsch Südwest-Afrika

Während des Herero-Aufstandes war Radbruch Mitglied des Lübeckischen Hülfskomitees für die Krankenpflege der Schutztruppe in Deutsch-Südwestafrika. Es sandte Liebesgaben an die Lazarette in der Lüderitzbucht. Frau Wolpmann, Mitglied des die Mehrheit des Komitees bildenden Vaterländischen Frauenvereins zu Lübeck, und er bekamen im Oktober 1905 vom Kaiser als Personen, „die sich durch Opferwilligkeit für die freiwillige Krankenpflege bei der Schutztruppe in Deutsch-Südwest-Afrika ausgezeichnet“ hatten, die Rote Kreuz-Medaille III. Klasse verliehen. Alle Mitglieder des Komitees erhielten am 9. März 1908 für besondere Verdienste um die Unterstützung der Truppen in Südwestafrika die Medaille in Stahl am Bande verliehen.
Eine weitere gemeinnützige Anstalt, die sich seiner Fürsorge erfreute, war die Wesloer Waldschule. Ihren Anfang nahm diese auf einem von der Gesellschaft zur Beförderung gemeinnütziger Tätigkeit am 8. Juni 1907 veranstalteten öffentlichen Besprechung über die an anderen Orten bestehenden Fürsorgestellen für Lungenkranke und Walderholungsstellen. Zu dieser Besprechung waren auch Geheimrat Pütter von der Charité sowie der Schriftführer der Gesellschaft für soziale Medizin, Hygiene, ... Dr. Lennhof als Organisatoren der Berliner Fürsorgestelle für Lungenkranke und der Walderholungsstelle eingeladen gewesen. Sieben Tage später konstituierte sich das Komitee, Radbruch wurde sein Schatzmeister, um die oben genannte Stätte zu erschaffen. Nachdem die Vorsitzende und andere Damen vom Roten Kreuz sowie die leitende Schwester die Einrichtungen der Berliner und Charlottenburger Erholungsstätten an Ort und Stelle studiert hatten, konnte die Wesloer Walderholungsstätte schon 24 Tage später, am 7. Juli 1907, eröffnet werden. Die Stätte war im ersten Geschäftsjahr vom 8. Juli bis zum 1. Oktober 1907 geöffnet. Trotz eines verregneten Sommers hatte sie sich positiv entwickelt.
Im Ersten Weltkrieg war Radbruch in führender Stellung zu Gunsten der Krankenpflege vom Roten Kreuz und der Truppenversorgung tätig. Er richtete mehrere „Kriegerheime vom Roten Kreuz“ ein. In der Hansestadt hielt er als „Finanzminister“ und Verwalter des Lagers für Kohle und Liebesgaben die Verbindung zu allen von Lübeck aus ins Feld gezogenen Truppenteilen (Infanterie-Brigade 81, die 162er oder das Kinderregiment 215) und Formationen, in denen Lübecker eingereiht waren (aus Teilen der 162er wurden die 187er formiert), aufrecht. Mit großer Umsicht führte er als Kassen- und Lagerverwalter den Einkauf und Versand der an die Truppenteile und Lazarette zu verteilenden mannigfaltigen Liebesgaben. Als Delegierter des Roten Kreuzes besaß er den Rang eines Majors. Trotz seines hohen Alters besuchte er in dieser Eigenschaft wiederholt die im Felde stehenden Truppenteile an verschiedenen Fronten, um sich vor Ort nach deren Bedürfnissen zu erkundigen. Hierfür wurde er wiederholt sowohl vom Kaiser als auch dem Senat in besonderer Weise ausgezeichnet.
Nach dem Ende des Krieges zog er sich altersbedingt mehr und mehr aus dem öffentlichen Leben zurück.
Zu seinem 80. Geburtstag wurde ihm unter anderem die Ehrenmitgliedschaft des Vaterländischen Frauenvereins vom Roten Kreuz überreicht.

### Familie
Heinrich Georg Bernhard Radbruch war mit Emma (1842–1916), einer geborenen Prahl verheiratet. Sie war die Tochter eines lübeckischen Goldschmieds und Konditors.
Gustav Radbruch war sein Sohn und zum Zeitpunkt seines Todes Reichsjustizminister. Er war einer der einflussreichsten Rechtsphilosophen des 20. Jahrhunderts.